# Mark Hamill

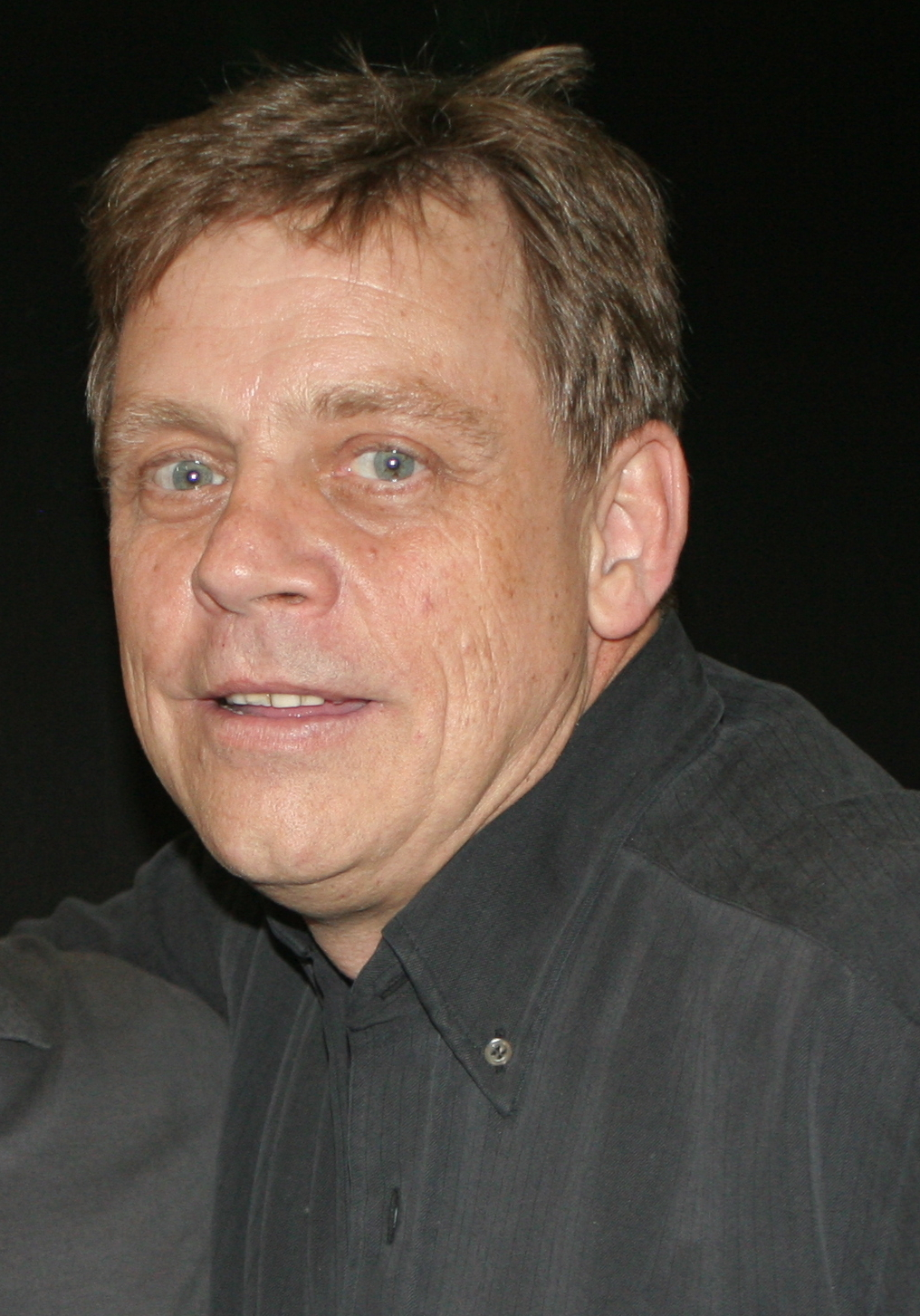
Mark Hamill

Mark Hamill (n. 25 septembrie 1951, Oakland, California, SUA) este un actor american cunoscut în special pentru rolul Luke Skywalker din seria Războiul Stelelor.

## Filmografie
- 1970: The Headmaster (serial)
- 1970: The Bill Cosby Show (serial, episodul 2x13)
- 1971: The Partridge Family (serial, episodul 1x16)
- 1972-1973: General Hospital (serial)
- 1974-1975: The Texas Wheelers (serial, 8 episoade)
- 1975: Petrocelli (serial, 2 episoade)
- 1975, 1977: The Streets of San Francisco (serial, 2 episoade)
- 1977: Războiul stelelor - Episodul IV: O nouă speranță
- 1978: Corvette Summer
- 1978: The Star Wars Holiday Special (emisiune tv)
- 1980: Războiul stelelor - Episodul V: Imperiul contraatacă
- 1980: The Big Red One
- 1981: The Night the Lights Went Out in Georgia
- 1982: Britannia Hospital
- 1983: Războiul stelelor - Episodul VI: Întoarcerea lui Jedi
- 1989: Slipstream
- 1990: Midnight Ride
- 1991: Midnight Ride (serial tv, 2 episoade)
- 1991: Black Magic Woman
- 1991: The Guyver
- 1992: Sleepwalkers
- 1993: Time Runner
- 1993: John Carpenter presents Body Bags
- 1995: SeaQuest DSV (serial tv, 2 episoade)
- 1995: John Carpenter’s Village of the Damned
- 1996: La limita imposibililui - Outer Limits (serial tv, episodul 2x05)
- 1998: Commander Hamilton
- 2001: Jay and Silent Bob Strike Back
- 2012: Sushi Girl
- 2012: Airborne – Come Die with Me
- 2012−2013: Motorcity (serial tv, 12 episoade)
- 2013: Virtually Heroes
- 2013: Criminal Minds (serial tv, 2 episoade)
- 2014: The Halloween Pranksta (film)
- 2014: Kingsman: The Secret Service
- 2015: The Flash (serial tv, 2 episoade)
- 2015: Războiul stelelor - Episodul VII: Trezirea Forței
- 2017: Războiul stelelor - Episodul VIII: Ultimii Jedi
- 2019: Războiul stelelor - Episodul IX: Ascensiunea lui Skywalker

Mark Hamill este cunoscut și pentru vocile pe care le interpretează.
- 1973: Jeannie - Corey Anders
- 1977: Wizards - Sean
- 1992: Batman - Joker
- 1994: Spider-Man (Spider-Man) - Gnom/Jason Macendale
- 1994: Fantastic Four - Maximus
- 1996: Batman: Mask of the Phantasm - Joker
- 1999: Wing Commander - Merlin
- 2000: Batman Beyond: Return of the Joker - Joker
- 2000: Joseph: King of Dreams - Juda
- 2001: Justice League - Joker, Solomon Grundy, Trickster
- 2005: Avatar: The Last Airbender - Feuerlord Ozai
- 2012: DreamWorks Dragons - Alvin